# Kloster Ballybeg

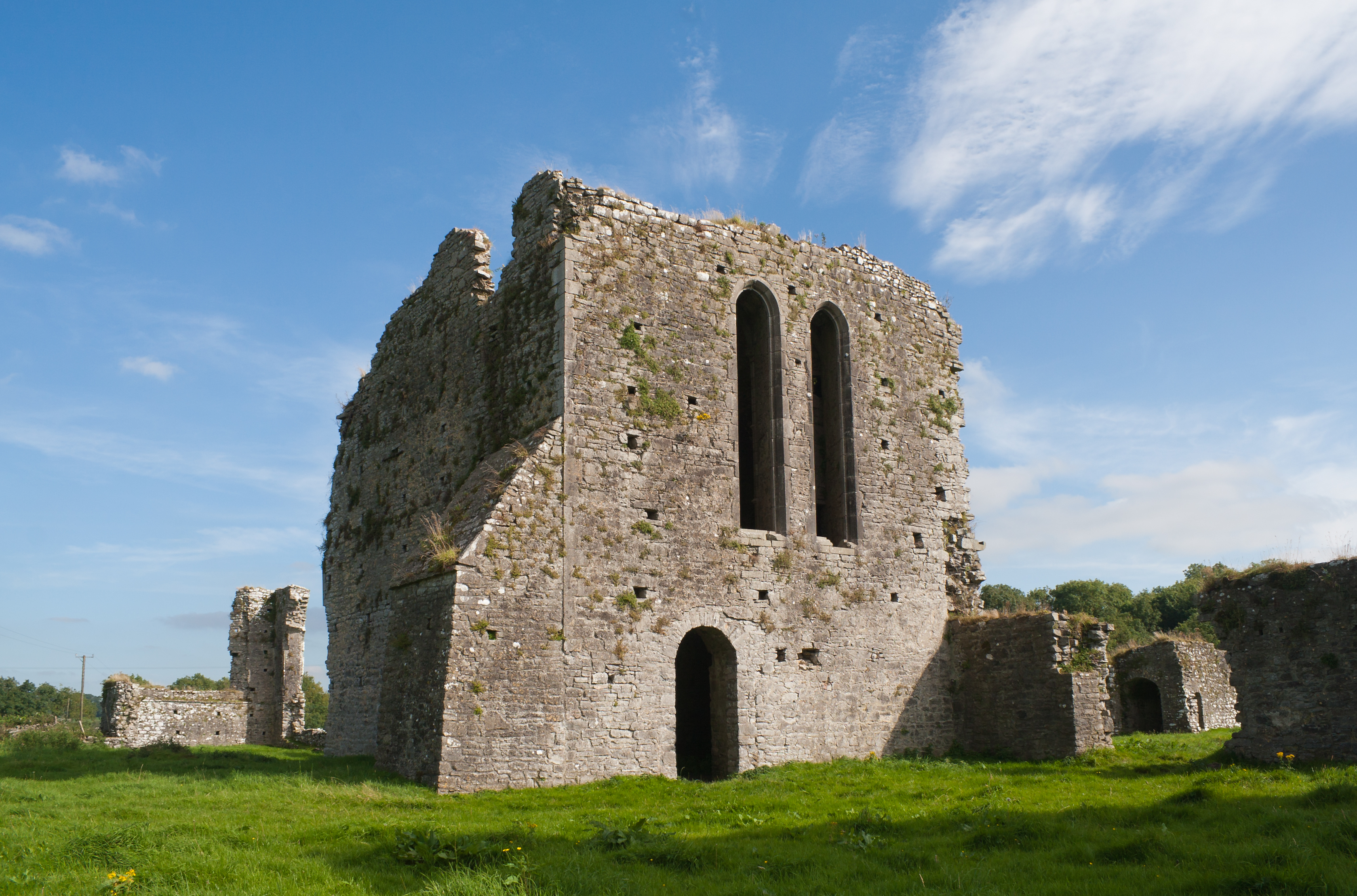
Nordwestansicht des Glockenturms am Westende des Kirchenschiffs

Das Kloster Ballybeg (irisch Prióireacht an Bhaile Bhig, englisch Ballybeg Priory) ist 1229 von Philip de Barry als dem Thomas Becket geweihtes Priorat der Augustiner-Chorherren in der Diözese Cloyne in Irland gegründet worden. Das Kloster wurde um 1541 im Zuge der Reformation aufgehoben. Spätestens seit Mitte des 18. Jahrhunderts war das Kloster nur noch eine Ruine. Das zum Kloster gehörende Kolumbarium gehört zu den besterhaltenen mittelalterlichen Taubenschlägen in Irland.

## Geographische Lage
Das Kloster liegt ca. 200 Meter südlich des Awbeg River und etwa einen Kilometer südlich der kleinen Stadt Buttevant, die zum Besitz von Philip de Barrys gehörte. Sowohl für die Gründungen der Zisterzienser als auch die der Augustiner wurden in der damaligen Zeit Lagen in der unmittelbaren Nähe zu Flüssen bevorzugt, da diese die Versorgung mit Frischwasser sicherten und auch den Bau von Wassermühlen ermöglichten. In Irland findet sich nicht selten felsiger Boden in den Flusstälern, der bevorzugt als langfristig geeigneter Grund für den Bau schwerer Steinbauten genommen wurde. Das Kloster in Ballybeg wurde auf der trockenen Talseite des Awbeg River gebaut. Der Boden besteht aus blassgrauem Kalkstein, der auch für den Bau des Klosters benutzt worden ist.

## Geschichte
Philip de Barry gehörte zu den Nachkommen der Cambro-Normannen, die weite Teile Irlands Ende des 12. Jahrhunderts eroberten. Er war ein Neffe von Raymond FitzGerald und von Robert FitzStephen, dem er auch als Treuhänder diente. Zu Beginn des 12. Jahrhunderts gehörte er zu den bedeutendsten Landbesitzern auf dem Gebiet des heutigen County Cork. Die Schenkung des für die Gründung notwendigen Landbesitzes erfolgte 1229. Im Jahr 1235 erhöhte der Enkel des Gründers David de Barry die finanziellen Zuwendungen. Zwei Jahre später wurde weiteres Grundvermögen geschenkt. Ausgehend von Ballybeg wurde um 1270 mit Crossmolina ein weiteres Chorherren-Stift in der Diözese Killala gegründet. 1342 wurde der Prior John FitzRichard in Dublin wegen der Misshandlung eines Mannes angeklagt. Im 15. Jahrhundert kam es auch in Verbindung mit dem abhängigen Kloster in Crossmolina zu einigen Missständen. So wurde 1401 John Baret als Prior in Crossmolina abgesetzt, wenig später im Jahr 1410 zum Prior in commendam von Ballybeg ernannt, danach Propst in commendam von Killala, wo er den Habit ablegte und ein weltliches, ungebundenes Leben führte, was später zu einer Anklage führte.
Das Kloster wurde 1541 im Zuge der Reformation begutachtet. Zu diesem Zeitpunkt gehörten über 200 Acre und 14 Pfarreien zum Besitz, die auf über 54 Pfund geschätzt, jedoch wegen der Rebellionen nur mit etwas über 12 Pfund bewertet wurden. Die Güter wurden 1568 von Elisabeth I. an Viscount Barrymore verliehen, einen Nachkommen des Gründers. Um 1573 wurde das Kloster dann George Bouchier zur Pacht von jährlich über 41 Pfund überlassen. Nachdem dieser diese nicht zahlen konnte, wurde Stephen Water 1583 der nachfolgende Pächter. Zu diesem Zeitpunkt schlossen die Besitzungen noch Crossmolina mit ein. 1622 gehörten zu dem Gut insgesamt 2060 irische Acre (etwas über 13 km²). Seit spätestens Mitte des 18. Jahrhunderts war das Kloster nur noch eine Ruine. Aber der mittlere Teil des Kirchenschiffs und der Turm am Westende des Kirchenschiffs wurden bis Anfang des 20. Jahrhunderts noch als landwirtschaftlicher Wohnsitz genutzt.

## Architektur

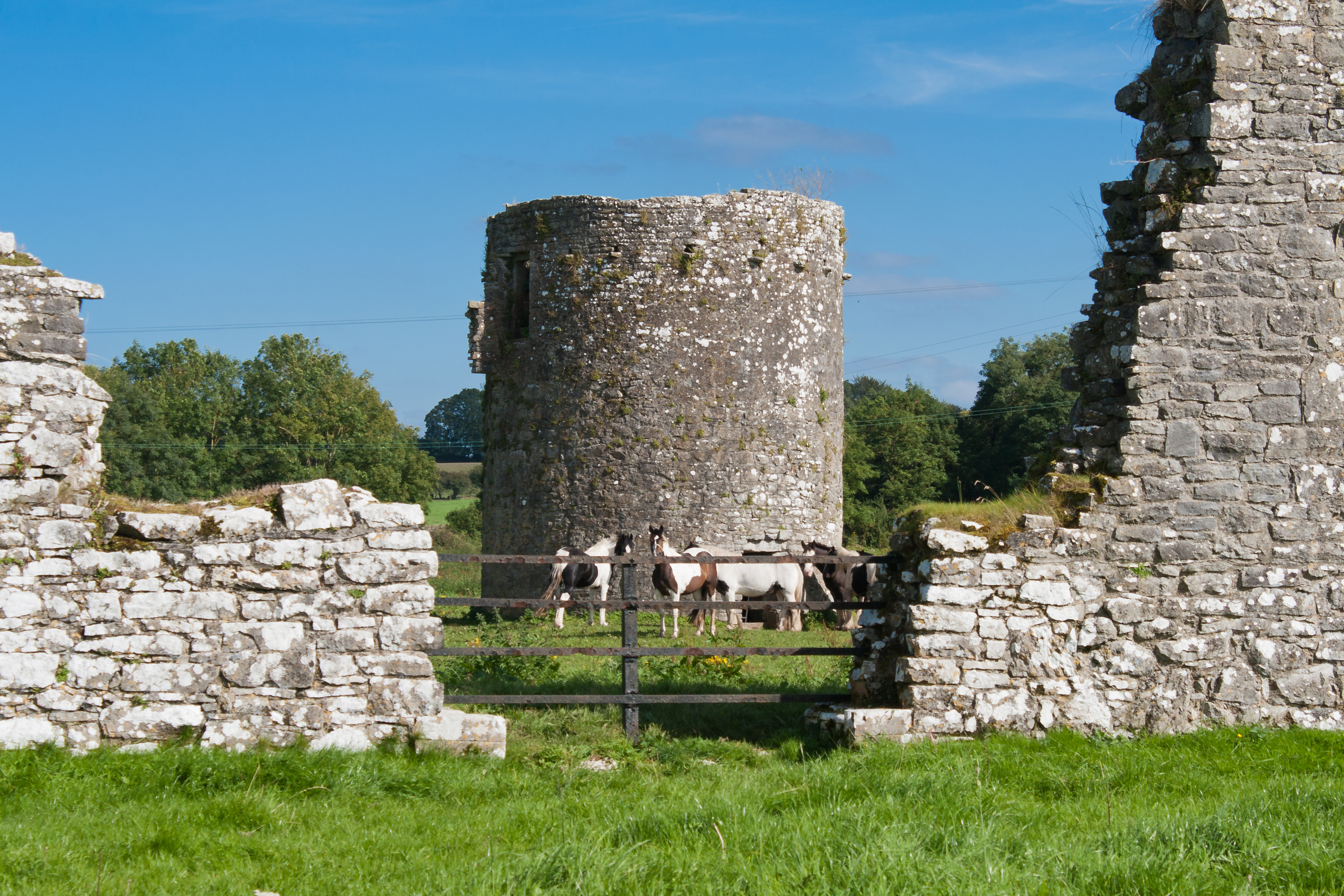
Blick vom Klostergarten auf das Kolumbarium

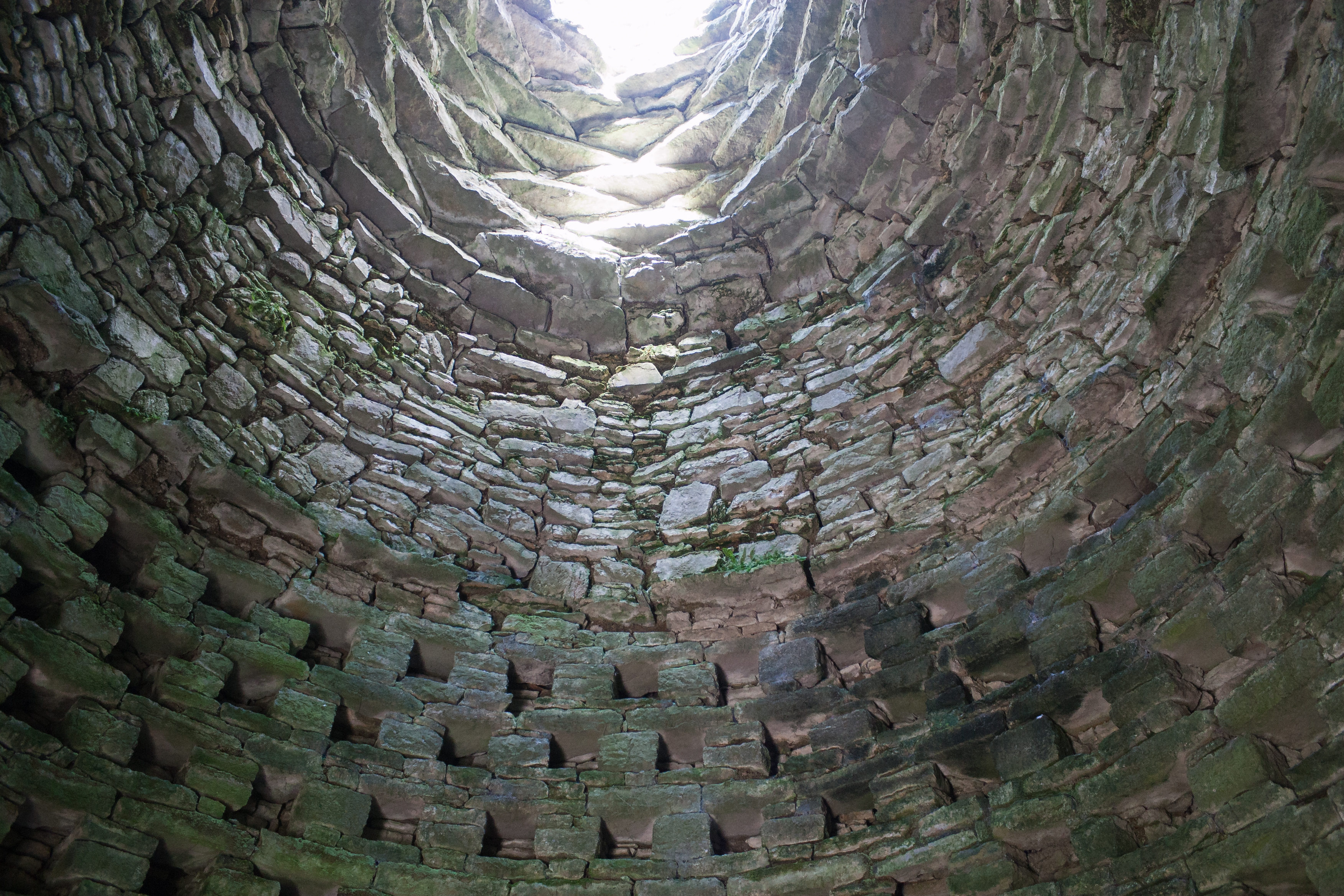
Einflugloch als Kraggewölbe

Von der einschiffigen Kirche, die sich in Ost-West-Richtung über mehr als 50 Meter erstreckt, sind nur die Mauerreste um das ehemalige Chorfenster erhalten und das westliche Ende, vor das ein Turm gebaut wurde, dessen Gewölbe die beiden Lanzettfenster teilweise verdeckt. Die nördliche Mauer des Kirchenschiffs ist nicht erhalten und die südliche nur teilweise, wobei es sich hierbei nur um Reste des späteren Umbaus handelt. Die beiden Bögen auf der Innenseite der Lanzettfenster treffen sich bei einem verzierten Kapitell, das mit Blattwerk und Skulpturen von drei menschlichen Köpfen verziert ist. Die Ausführung ähnelt der des Westfensters der Kirche in Gowran, ist jedoch weniger kompetent ausgeführt. Die Lanzettfenster werden auf das Ende des 13. Jahrhunderts datiert, der davor eingebaute Turm auf das 14. oder 15. Jahrhundert.

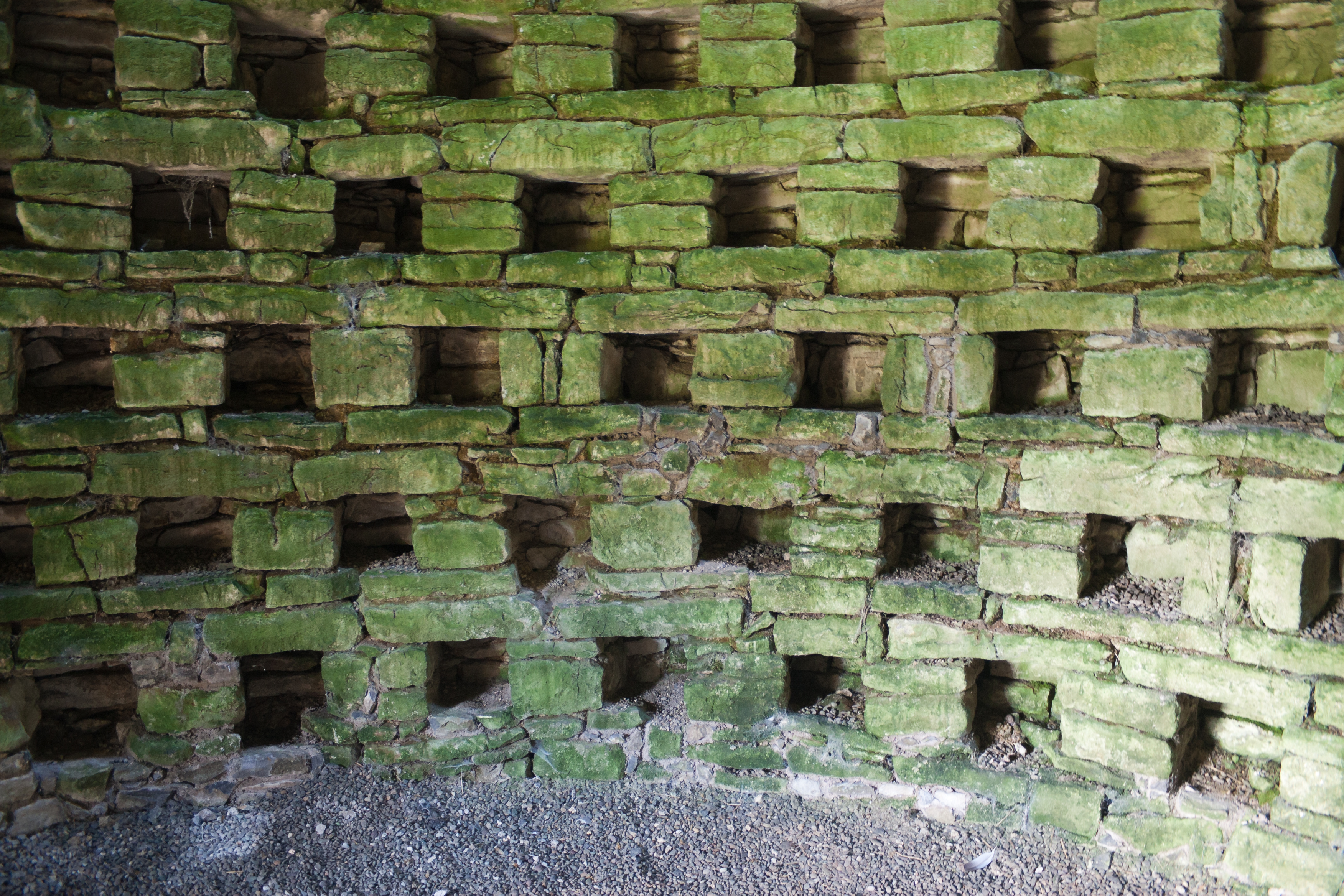
Nistboxen innerhalb des Kolumbariums

Auf der Südseite des Kirchenschiffs befindet sich ein Klostergarten mit einer Seitenlänge von ca. 27 Metern. Auf der Ostseite des Klostergartens ist nach Leask noch der Eingang zum Kapitelsaal zu erkennen. An der Nordwest-Ecke des Klostergartens steht außerhalb ein spätmittelalterlicher Wohnturm mit vier Geschossen. Südöstlich der Kirche steht mit einigem Abstand isoliert das Kolumbarium, das zwar mittelalterlichen Ursprungs ist, jedoch bislang nicht genauer datiert werden konnte.
Der Dovecote von Ballybeg East ist ein Kolumbarium, das in einem Rundturm untergebracht, der etwa 8,5 m hoch ist und innen einen Durchmesser von ungefähr 4,75 m hat, wobei die Wände ca. 1,14 m dick sind. An der Innenseite der Außenmauer sind bis zu einer Höhe von ca. 4,5 m insgesamt 11 Ebenen mit je 32 Nistboxen pro Ebene für die Tauben untergebracht. Darüber verengt sich der Innenraum sukzessive durch sich vorschiebene Steinplatten, bis ganz oben nur noch ein kreisförmiger Raum für das Aus- und Einfliegen der Tauben verbleibt.

## Steinplattenbrücke
Die Reste einer mittelalterlichen Steinplattenbrücke (englisch Clapper bridge) aus dem 13. Jahrhundert überqueren den River Awbeg nahe dem Kloster. Im Jahr 1906 beschrieb Walter Jones sie als schönstes Beispiel einer Clapper bridge in Irland. 1910 wurde der Flusslauf verändert und die Brücke liegt nun über trockenem Land. Sie besteht aus etwa drei Meter langen dicken Kalksteinplatten, die  über eine (britische) Tonne wiegen. 1898 wurde nahe der Brücke ein Sarkophag gefunden, der angeblich die Überreste eines Mönches enthielt.